# 京都開城府
京都開城府又称開京（개경），是高麗首都，位于今朝鲜民主主义人民共和国開城市。

## 其他陪都
高麗時代4都为：開京、西京、東京、南京。
- 開京：現在的開城市
- 西京：現在的平壤
- 南京：現在的首尔
- 東京：現在的慶州市